# Mercury 1
För andra betydelser, se Mercury.
Mercury-Redstone 1-uppdraget bestod i att testa Redstoneraketens förmåga att lyfta en obemannad, barlastad Mercurykapsel upp till tyngdlöshet. 
Vid uppskjutningen den 21 november 1960 utlöstes felaktigt ett säkerhetssystem. Bärraketen stängde automatiskt av sig själv två sekunder efter att nedräkningen avslutats och förblev stående på uppskjutningsrampen. Den obemannade kapselns evakueringsraket sköts iväg från kapseln, som stod kvar på bärraketen och efter någon sekund sköt ut sina fallskärmar. Dessa blev hängande från ekipagets topp. En stor oro för explosioner förelåg, men i brist på andra lösningar valde man att avvakta tills det flytande syret kokat bort ur tankarna till nästa dag och raketens batterier laddat ur sig innan man kunde närma sig raketen.
Hela förloppet upplevdes av många som ett komiskt misslyckande. Uppskjutningen har på engelska benämnts ”the four inch flight“ vilket anspelar på att raketen kanske bara lyfte en decimeter.